# Winifred Beamish
Pour les articles homonymes, voir Beamish.
Winifred Geraldine Ramsey Beamish (23 juin 1883 - 10 mai 1972) est une joueuse de tennis britannique des années 1920.
Elle a décroché une médaille d'argent en double dames aux Jeux olympiques d'Anvers en 1920, associée à Edith Dorothy Holman.
L'année suivante, aux côtés d'Irene Bowder Peacock, toujours en double dames, elle a atteint la finale à Wimbledon.  

## Palmarès (partiel)

### Finales en double dames
| No | Date       | Nom et lieu du tournoi       | Catégorie     | Surface      | Vainqueures                    | Partenaire           | Score    |          |
| -- | ---------- | ---------------------------- | ------------- | ------------ | ------------------------------ | -------------------- | -------- | -------- |
| 1  | 23/08/1920 | Jeux olympiques d'été Anvers | J. olympiques | Gazon (ext.) | Kitty McKane · Winifred McNair | Edith Dorothy Holman | 8-6, 6-4 | Parcours |
| 2  | 20/06/1921 | The Championships Wimbledon  | G. Chelem     | Gazon (ext.) | Suzanne Lenglen Elizabeth Ryan | Irene Bowder         | 6-1, 6-2 |          |

## Parcours en Grand Chelem (partiel)
Si l’expression « Grand Chelem » désigne classiquement les quatre tournois les plus importants de l’histoire du tennis, elle n'est utilisée pour la première fois qu'en 1933, et n'acquiert la plénitude de son sens que peu à peu à partir des années 1950.

### En simple dames
| Année | Championnat d'Australasie Championnat d'Australie | Championnat d'Australasie Championnat d'Australie | Championnat de France Internationaux de France | Championnat de France Internationaux de France | Wimbledon       | Wimbledon        | US National | US National |
| ----- | ------------------------------------------------- | ------------------------------------------------- | ---------------------------------------------- | ---------------------------------------------- | --------------- | ---------------- | ----------- | ----------- |
| 1923  | -                                                 | -                                                 | -                                              | -                                              | 1/2 finale      | Suzanne Lenglen  | -           | -           |
| 1924  | -                                                 | -                                                 | -                                              | -                                              | 2e tour (1/16)  | Evelyn Colyer    | -           | -           |
| 1925  | -                                                 | -                                                 | -                                              | -                                              | 1/4 de finale   | Suzanne Lenglen  | -           | -           |
| 1926  | -                                                 | -                                                 | -                                              | -                                              | 3e tour (1/8)   | H. Contostavlos  | -           | -           |
| 1927  | -                                                 | -                                                 | -                                              | -                                              | 2e tour (1/32)  | Joan Austin      | -           | -           |
| 1928  | -                                                 | -                                                 | -                                              | -                                              | 3e tour (1/16)  | Joan Reid-Thomas | -           | -           |
| 1929  | -                                                 | -                                                 | -                                              | -                                              | 3e tour (1/16)  | Phyllis Howkins  | -           | -           |
| 1930  | -                                                 | -                                                 | -                                              | -                                              | 2e tour (1/32)  | Grace Vaughton   | -           | -           |
| 1931  | -                                                 | -                                                 | -                                              | -                                              | 1er tour (1/64) | Simonne Mathieu  | -           | -           |

À droite du résultat, l’ultime adversaire.

### En double dames
| Année | Championnat d'Australasie Championnat d'Australie | Championnat d'Australasie Championnat d'Australie | Championnat de France Internationaux de France | Championnat de France Internationaux de France | Wimbledon                     | Wimbledon                  | US National | US National |
| ----- | ------------------------------------------------- | ------------------------------------------------- | ---------------------------------------------- | ---------------------------------------------- | ----------------------------- | -------------------------- | ----------- | ----------- |
| 1921  | -                                                 | -                                                 | -                                              | -                                              | Finale Irene Bowder           | S. Lenglen E. Ryan         | -           | -           |
| 1928  | -                                                 | -                                                 | -                                              | -                                              | 1er tour (1/32) Marie Hazel   | Cilly Aussem Betty Nuthall | -           | -           |
| 1929  | -                                                 | -                                                 | -                                              | -                                              | 2e tour (1/16) Agnes Tuckey   | P. Howkins D. Shepherd     | -           | -           |
| 1930  | -                                                 | -                                                 | -                                              | -                                              | 2e tour (1/16) Agnes Tuckey   | Effie Hemmant Reid-Thomas  | -           | -           |
| 1931  | -                                                 | -                                                 | -                                              | -                                              | 1er tour (1/32) Dorothy Shaw  | Gwen Sterry N. Trentham    | -           | -           |
| 1932  | -                                                 | -                                                 | -                                              | -                                              | 3e tour (1/8) M. Mellows      | D. Shepherd Phyllis King   | -           | -           |
| 1933  | -                                                 | -                                                 | -                                              | -                                              | 1er tour (1/32) J. Cunningham | Kitty McKane P. Saunders   | -           | -           |

Sous le résultat, la partenaire ; à droite, l’ultime équipe adverse.

## Parcours aux Jeux olympiques

### En simple dames
| # | Date       | Nom de l'olympiade            | Surface      | Résultat      | Ultime adversaire    | Score    |          |
| - | ---------- | ----------------------------- | ------------ | ------------- | -------------------- | -------- | -------- |
| 1 | 23/08/1920 | Jeux olympiques d'été, Anvers | Gazon (ext.) | 2e tour (1/8) | Edith Dorothy Holman | 8-6, 6-2 | Parcours |

### En double dames
| # | Date       | Nom de l'olympiade           | Surface      | Résultat | Partenaire           | Ultimes adversaires            | Score    |          |
| - | ---------- | ---------------------------- | ------------ | -------- | -------------------- | ------------------------------ | -------- | -------- |
| 1 | 23/08/1920 | Jeux olympiques d'été Anvers | Gazon (ext.) | Argent   | Edith Dorothy Holman | Kitty McKane · Winifred McNair | 8-6, 6-4 | Parcours |

### En double mixte
| # | Date       | Nom de l'olympiade           | Surface      | Résultat      | Partenaire     | Ultimes adversaires         | Score    |          |
| - | ---------- | ---------------------------- | ------------ | ------------- | -------------- | --------------------------- | -------- | -------- |
| 1 | 23/08/1920 | Jeux olympiques d'été Anvers | Gazon (ext.) | 2e tour (1/8) | Alfred Beamish | Max Decugis Suzanne Lenglen | 6-2, 6-0 | Parcours |